# Sodoma

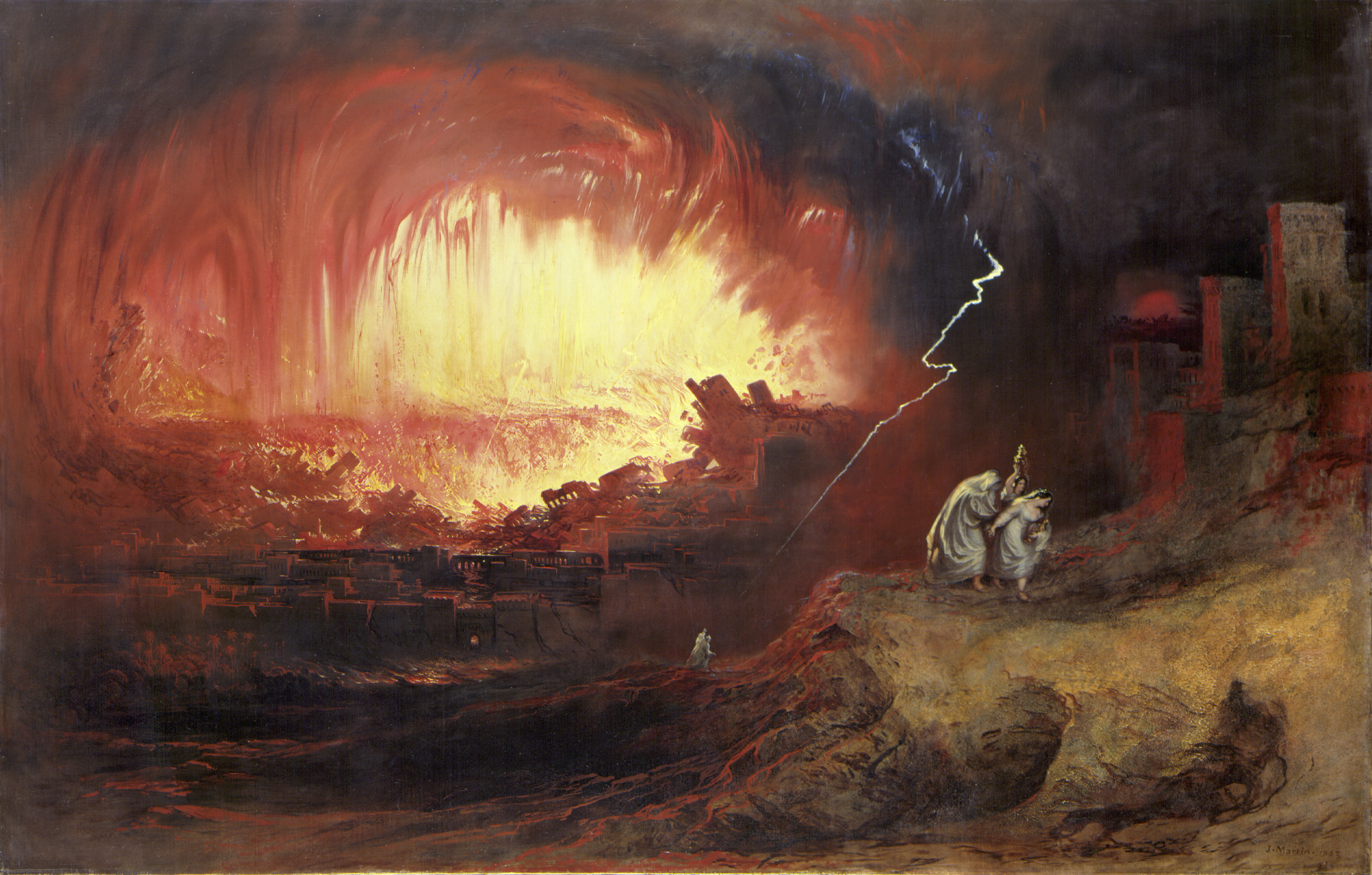
La destrucción de Sodoma y Gomorra, John Martin, 1832.

Sodoma (en hebreo סְדוֹם; en hebreo moderno Sdom; en hebreo tiberiano Səḏôm, en griego antiguo Σόδομα / Sódoma) era una ciudad que, según el Antiguo Testamento de la Biblia, fue destruida junto con Gomorra. Se la describe como una de las ciudades que formaron parte de la Pentápolis bíblica, situada a orillas del mar Muerto.

## Toponimia
Si bien no hay una etimología aceptada por los estudiosos, el nombre se relaciona con la raíz árabe (سدم) sdm, 'tristeza', 'angustia', 'arrepentimiento', 'agotamiento'. Su gentilicio es sodomita.

## En la Biblia
La Biblia describe que Sodoma y Gomorra se hallaban muy cerca la una de la otra, en una llanura frente al valle del Jordán. Próximo a ellas se encontraba un valle llamado Sidim, en el que abundaban los pozos de asfalto, cerca del mar Muerto. Próximas a estas, se encontraban las ciudades Adma, Zóar y Zeboím.
El rey de Sodoma era Bera y el de Gomorra era Birsha. En aquellos tiempos en que Lot se había establecido, habían estado en guerra con los reinos de Elam, Sinar, Elazar y Goim, siendo estos los vencedores.
Lot y su pueblo fueron hechos prisioneros por los vencedores y llevados a Dan. En este lugar, Abraham y sus aliados rescataron a Lot, sus bienes y su gente. Lot regresó a Sodoma, pero para aquel tiempo, Sodoma ya tenía fama de ciudad de gente perversa.
Según el capítulo 18 del Génesis, Dios reveló a Abraham que destruiría Sodoma por medio de fuego y azufre por su pecado, y que solo Lot y su familia podrían ser salvados. Abraham intercede por Sodoma y Dios le propone que no la destruiría si encontraba, al menos, diez justos en la ciudad.
Según continúa el capítulo 19, en los versículos 1 a 38, dos ángeles de Dios entraron en Sodoma a rescatar a Lot, sobrino de Abraham; los ángeles eran de hermosa apariencia y llamaron la atención de los habitantes. Al verlos, Lot los invitó e insistió en que pasaran la noche en su casa. Pero antes de que se acostasen, los sodomitas cercaron la casa y exigieron que les entregase a sus invitados para abusar de ellos. Lot se negó y les ofreció a cambio sus dos hijas vírgenes, para que se saciaran con ellas. La turba no aceptó e intentó romper la puerta, pero los dos invitados cegaron a los asaltantes.
Después los ángeles dijeron a Lot que sacara a su familia de la ciudad. Lot avisó a sus yernos, pero estos creyeron que bromeaba, así que Lot marchó solo con su esposa y sus hijas. Los ángeles, antes de retirarse, instruyeron a Lot que, pasara lo que pasara, no se volviesen a mirar, puesto que quien lo hiciese perecería.
Una vez los ángeles hubieron sacado a la familia de Sodoma, Dios envió una lluvia de fuego y azufre que incineró completamente la ciudad con sus habitantes, así como otras ciudades de la llanura (al menos cuatro de las cinco). Uno de los que acompañaba a Lot en la huida, su mujer (Idlit o Edit según los comentarios), se dio vuelta para mirar, y se convirtió en una estatua de sal.
El tío de Lot, Abraham, desde una montaña a lo lejos, vio la columna de humo que se levantó sobre la destruida Sodoma.
En Deuteronomio se señala que, juntamente con estas ciudades, se destruyeron las vecinas Adma y Zeboím.
Lot se refugió en la ciudad de Zoar, pero temiendo por la suerte de esta ciudad, prefirió refugiarse en una cueva cercana con sus dos hijas. A partir de la Edad Media se identifica esta caverna con la llamada Cueva de Lot, donde se encuentra una iglesia bajo la advocación de San Lot. Después del hecho, las hijas de Lot cometieron incesto con su padre, embriagado, y de esas relaciones nacieron los ancestros de moabitas y amonitas.

### Sodomía y sus aspectos

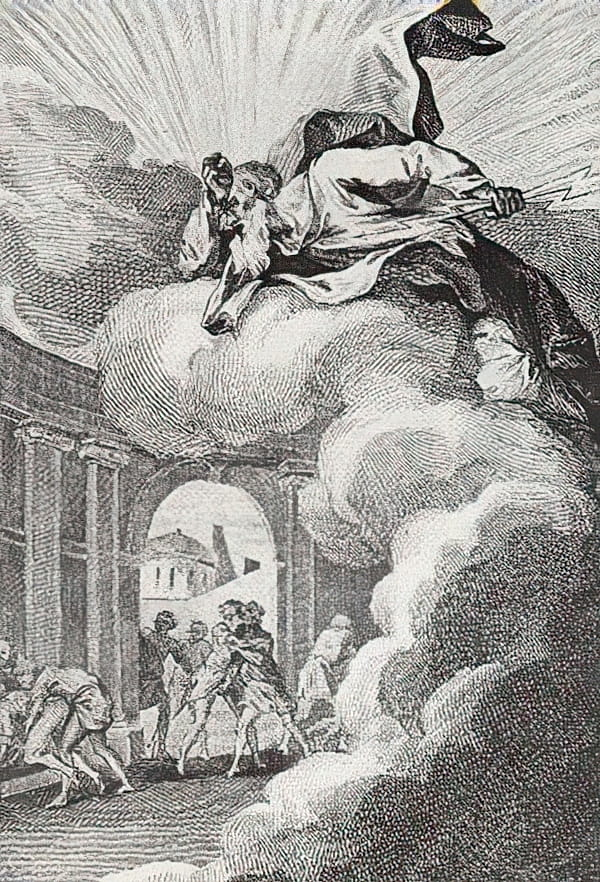
Habitantes de Sodoma provocando la ira divina. François Elluin (1781).

Como herencia de la cultura judeocristiana, en varios idiomas occidentales se utiliza el gentilicio «sodomita» para designar a quienes practican la homosexualidad. Aunque esas definiciones son modernas, en la Antigüedad tales prácticas tenían otra connotación que podría estar relacionada con la absoluta falta de amor al prójimo a la que se sumaría la sodomía.
Un pasaje del profeta Ezequiel deja entrever esta connotación:

«He aquí que esta fue la maldad de Sodoma tu hermana: soberbia, saciedad de pan, y abundancia de ociosidad tuvieron ella y sus hijas; y no tendió la mano al afligido y al mendigo. Y se llenaron de soberbia y abominaron de mi Ley.»
Ezequiel 16:49-50

Al estudiar los versículos de la Biblia referidos al tema se deduce que, para el autor, los habitantes de Sodoma y Gomorra habían traspasado los límites aceptados por la cultura israelita en materia sexual y de relaciones humanas (carencia absoluta de amor al prójimo); por lo tanto, estas prácticas se consideraban abominables para Yahvé. Los comentaristas sostienen, apoyados en el texto, que Yahvé mantenía a Lot en ese lugar con la misión de revertir estas conductas mediante exhortaciones, dado que Lot no pertenecía a ese asentamiento pues había llegado a situarse en las puertas de la ciudad. Su prédica, según estos comentarios, no tuvo éxito.
Cabe señalar que este acontecimiento, el de Sodoma y Gomorra, caló tan hondo en la tradición judaica, que en el Nuevo Testamento aún se le hace referencia como sinónimo de perversión.
La tradición popular sostiene que la razón del castigo era la práctica de la homosexualidad (por lo menos masculina) por parte de los sodomitas, la cual pasó a llamarse sodomía.
Sodoma es mencionada expresamente 46 veces en la Biblia (la primera en Génesis, y la última en Apocalipsis), y representa la perversión humana en muchas formas. Fueron parte de un jardín antes de ser destruidas, luego de lo cual serán referencias típicas de ciudades de malvados, y no solamente por la homosexualidad de sus habitantes, sino por muchas cosas, comenzando por el descaro de ufanarse de sus pecados.
En Judas, versículo 7, se arroja luz sobre el tema:

«-Como Sodoma y Gomorra y las ciudades vecinas, las cuales de la misma manera que aquellos habiendo fornicado e ido en pos de vicios en contra de la naturaleza, fueron puestas por ejemplo, sufriendo castigo de fuego eterno.»

En la Italia de fines del Renacimiento, al pintor Giovanni Antonio Bazzi (1477-1549), lo llamaban Il Sodoma ('el sodomita' u homosexual).

## En el Corán
En El Corán se hace referencia al capítulo de la destrucción de Sodoma. No menciona el nombre de la ciudad aunque sí menciona a Lot, y de hecho le llama "pueblo de Lot", y también se menciona a los mensajeros que le visitan para avisarle, así como el tipo de catástrofe que Dios envía contra los habitantes. Las referencias a los varios detalles del capítulo se encuentran en varias suras como la 7, 11, 15, 21, 26, 29, 37 o 54. 
Corán 29.31. Cuando Nuestros mensajeros vinieron a Abraham con la buena nueva, dijeron: «Vamos a hacer perecer a la población de esta ciudad. Son unos impíos».
32. Dijo: «Pero Lot está en ella». Dijeron: «Sabemos bien quién está en ella. Les salvaremos, ciertamente, a él y a su familia, excepto a su mujer, que será de los que se rezaguen».
En la Sura 7 se menciona la razón de Dios para exterminar a los habitantes del pueblo de Lot, y era que se llegaban a los hombres en lugar de llegarse a las mujeres.
Corán 7.80. Y a Lot. Cuando dijo a su pueblo: «¿Cometéis una deshonestidad que ninguna criatura ha cometido antes?
81. Ciertamente, por concupiscencia, os llegáis a los hombres en lugar de llegaros a las mujeres. ¡Sí, sois un pueblo inmoderado!»
En la aleya 78 de la Sura 11 Lot ofrece a sus dos hijas vírgenes como en Génesis 19,8. 
Corán 11.78. Su pueblo, que solía antes cometer el mal, corrió a Lot, que dijo: «¡Pueblo! ¡Aquí tenéis a mis hijas. Son más puras para vosotros. ¡Temed a Dios y no me avergoncéis en mis huéspedes! ¿No hay entre vosotros un hombre honrado?
Génesis 19.8: “Escuchad: Yo tengo dos hijas vírgenes; os las voy a sacar fuera y haced con ellas lo que queráis”.
Corán 11. 79. Dijeron: «Ya sabes que no tenemos ningún derecho a tus hijas. Tú ya sabes lo que queremos...»
En el Génesis 19.5 los sodomitas exigen a Lot que saque a los hombres para que abusen de ellos. En cuanto al castigo enviado por Dios Al-láh, el Corán menciona una lluvia de piedras de arcilla y una tempestad de arena, lo cual difiere del relato hebreo que relata una lluvia de azufre y fuego.
Corán 7,84. E hicimos llover sobre ellos una lluvia: ¡Y mira cómo terminaron los pecadores!
Corán 11.82. Y cuando vino Nuestra orden, la volvimos de arriba abajo e hicimos llover sobre ella piedras de arcilla a montones,
Corán 15.74. La volvimos de arriba abajo e hicimos llover sobre ellos piedras de arcilla.
Corán 54.34. Enviamos contra ellos una tempestad de arena. Exceptuamos a la familia de Lot, a la que salvamos al rayar el alba.

## Hipótesis sobre la destrucción de Sodoma
Algunos estudiosos no religiosos consideran al relato bíblico de la destrucción de Sodoma como un mito etiológico y moral incorporado en el texto del Génesis. Algunos investigadores desde el aspecto espiritual y religioso, sin embargo, sostienen que posiblemente hubo un hecho real que dio origen a esta historia.
Mark Hempsell, profesor de aeronáutica de la Universidad de Bristol, en el Reino Unido, asegura que el relato se inspira en un desastre natural que asoló la región en el cuarto milenio a. C. Según Hempsell, como autor del libro "A Sumerian Observation of the Köfels 'Impact Event'", junto con Alan Bond, construyó una teoría no aceptada en la revista Science afirmando que una tablilla asiria del siglo VII a. C. conservada en el Museo Británico reproduce un antiguo texto sumerio en el que se describe la caída de un meteorito. Hempsell ha calculado que el bólido impactó cerca de la actual Koefels, en Austria, el 29 de junio de 3123 a. C. El fenómeno generó una columna de llamas que tocó tierra en algún lugar próximo al Sinaí, quizá sobre ambas urbes, que podrían haberse alzado no lejos del mar Muerto.
En 1989, el explorador aficionado a la arqueología bíblica Ron Wyatt dijo haber hallado los vestigios de dos ciudades convertidas en cenizas en la margen occidental del mar Muerto; una de ellas al pie de Masada y la otra al pie del monte Sodoma. Según su testimonio, Wyatt encontró en estas ruinas cimientos de edificios y otras estructuras, así como restos de cerámica, enterrados por la ceniza. Expresó, además, que había suelos de habitación identificables, calles interconectadas, ziggurats y una esfinge, todo dentro de una muralla tradicional de adobe con zócalo de piedra y contrafuertes, propios de una ciudad antigua, a la cual dató a principios de la Edad del Bronce (hacia 3300 a. C.). Según su propia investigación estas ciudades fueron destruidas hace 3900 años por un incendio catastrófico cuyas causas pudieron deberse a la concurrencia de fuertes terremotos, posibles corrimientos de tierra hacia el lago y la liberación explosiva del material inflamable de subsuelo, que en contacto con el fuego de los hogares incendiaría las viviendas.
No obstante, Wyatt no es considerado un verdadero arqueólogo, no tuvo nunca permisos para excavar y su credibilidad ha sido puesta en dudas tanto por la Autoridad de Antigüedades de Israel como por el portal fundamentalista Answers in Genesis.
El investigador Phillip Silvia, de la Universidad Trinity Southwest (Albuquerque, Nuevo México), sostiene haber hallado evidencias de una onda de calor desatada por una explosión en altura, que podría ser probablemente un meteorito que explotó antes de estrellarse, aunque no hay certeza, destruyendo ciudades y asentamientos agrícolas al norte del Mar Muerto hace unos 3700 años, aunque los datos lo único que demuestran es la existencia de muy alta temperatura. En el asentamiento jordano de Tall el-Hammam, de la Edad de Bronce, la datación por radiocarbono indica que las paredes de adobe de casi todas las estructuras desaparecieron repentinamente hace unos 3700 años, vitrificando cerámicas y dejando solo cimientos de piedra.